# Paramulona albulata
Paramulona albulata är en fjärilsart som beskrevs av Herrich-Schäffer 1866. Paramulona albulata ingår i släktet Paramulona och familjen björnspinnare. Inga underarter finns listade i Catalogue of Life.